# Nicolás Mezquida
Gabriel Nicolás Mezquida Sero (Paysandú, 21 de enero de 1992) es un futbolista uruguayo. Juega como centrocampista en el Ethnikos Achnas FC de la Primera División de Chipre.

## Trayectoria
Su primer club fue el Club Atlético Peñarol de Montevideo. En 2006 llegó a sus juveniles y sobresalió lo que lo llevó a la selección uruguaya. Desde 2008 entrena con el plantel principal. En marzo de 2011 fue cedido al SK Brann de Noruega, volviendo a Peñarol en enero de 2012.

## Selección nacional
Ha sido internacional con la selección sub-15 en 12 oportunidades marcando 10 goles y con la selección sub-17 en 5 ocasiones. Sufrió luego una lesión en 2010 que provocó, por su poca continuidad, que quedara afuera de la selección sub-20 que jugaría el sudamericano en 2011.

### Participaciones en Copas del Mundo (juveniles)
| Mundial                     | Sede    | Resultado        |
| --------------------------- | ------- | ---------------- |
| Copa Mundial Sub-17 de 2009 | Nigeria | Cuartos de final |

## Clubes
| Club                    | País           | Año       |
| ----------------------- | -------------- | --------- |
| C. A. Peñarol           | Uruguay        | 2008-2011 |
| SK Brann (cedido)       | Noruega        | 2011      |
| Lillestrøm SK (cedido)  | Noruega        | 2011      |
| C. A. Fénix             | Uruguay        | 2012-2013 |
| Rampla Juniors (cedido) | Uruguay        | 2013      |
| Vancouver Whitecaps     | Canadá         | 2014-2018 |
| Colorado Rapids         | Estados Unidos | 2019-2022 |
| Volos NFC               | Grecia         | 2022-2023 |
| Deportivo Maldonado     | Uruguay        | 2023      |
| Ethnikos Achnas FC      | Chipre         | 2024      |
| Rampla Juniors          | Uruguay        | 2024      |
| Vancouver F.C.          | Canadá         | 2025-act. |

## Palmarés

### Títulos nacionales
| Título                      | Club                | País    | Año     |
| --------------------------- | ------------------- | ------- | ------- |
| Primera División de Uruguay | C. A. Peñarol       | Uruguay | 2009-10 |
| Campeonato Canadiense       | Vancouver Whitecaps | Canadá  | 2015    |